# Liste der Museen im Rheinisch-Bergischen Kreis
Die Liste der Museen im Rheinisch-Bergischen Kreis beinhaltet Museen im Rheinisch-Bergischen Kreis, die unter anderem Kunst und Kultur, die Ortsgeschichte, das Handwerk, das Gewerbe und die industrielle Entwicklung repräsentieren.

## Liste der Museen
| Bezeichnung                                         | Lage (Stadt, Ortsteil)       | Bemerkungen | Bild |
| --------------------------------------------------- | ---------------------------- | --- | ---- |
| Städtische Galerie Villa Zanders                    | Bergisch Gladbach Stadtmitte | In ehemaliger Industriellenvilla der Familie Zanders                                                                                 |      |
| Papiermuseum Alte Dombach                           | Bergisch Gladbach Sand       | In einer ehemaligen Papiermühle |      |
| Schulmuseum Bergisch Gladbach – Sammlung Cüppers    | Bergisch Gladbach Katterbach | Dokumentiert Schulgeschichte am Beispiel einer ländlichen Volksschule                                                                |      |
| Kindergartenmuseum Nordrhein-Westfalen              | Bergisch Gladbach Stadtmitte | Das Museum thematisiert die institutionelle Betreuung und Förderung der Kinder in Kindergarten und Krippe von den Anfängen bis heute |      |
| Bergisches Museum für Bergbau, Handwerk und Gewerbe | Bergisch Gladbach Bensberg   | Es handelt sich um das einzige Bergbaumuseum im gesamten Bergischen Land.                                                            |      |
| Stiftung Zanders                                    | Bergisch Gladbach Stadtmitte | Papiergeschichtliche Sammlung |      |
| Bauernhaus-Museum Oberkülheim                       | Bergisch Gladbach Bärbroich  | Ein privates Freilichtmuseum der Familie Clemens in Oberkülheim                                                                      |      |